# دينت دي كومبيتي
دينت دي كومبيتي (بالإنجليزية: Dent de Combette)‏ هو أحد جبال سلسلة جبال الألب البرنية وجزء من القمة الأم دينت دي سافيغني يقع في كانتون فود, سويسرا. يبلغ ارتفاع الجبل حوالي 2082 متر، بينما يبلغ ارتفاع نتوء الجبل 242 متر.